# Gustav Kauffmann (Politiker, 1894)
Gustav Kauffmann (* 10. September 1894 in Ulm; † 26. Februar 1969 in Ellwangen (Jagst)) war ein deutscher christdemokratischer Politiker.

## Werdegang
Kauffmann war als Prokurist angestellt. Von Juli bis Oktober 1946 gehörte er als Direktkandidat des Wahlkreises Aalen der Verfassunggebenden Landesversammlung Württemberg-Baden an.

## Ehrungen
- 1952: Verdienstkreuz am Bande der Bundesrepublik Deutschland